# Hinter der Maske. Künstler in der DDR
Hinter der Maske. Künstler in der DDR war der Titel einer Ausstellung, die vom 29. Oktober 2017 bis 4. Februar 2018 im Museum Barberini in Potsdam gezeigt wurde.

## Die Ausstellung
Schwerpunkte waren die Kunst des Sozialistischen Realismus, Selbstporträts, Gruppenbildnisse und Atelierbilder aus den Bereichen Malerei, Fotografie, Grafik, Collage und Skulptur von 1945 bis 1989. Kuratiert wurde die Ausstellung von Valerie Hortolani und Michael Philipp. Die Schirmherrschaft hatte als Bundespräsident Frank-Walter Steinmeier übernommen.
Gezeigt wurden etwa 120 Arbeiten von 84 Künstlern und Künstlerinnen und zwei Künstlergruppen:
- Karl-Heinz Adler
- Gerhard Altenbourg
- Strawalde (Jürgen Böttcher)
- Fritz Cremer
- Lutz Dammbeck
- Jutta Damme
- Hartwig Ebersbach
- Günter Firit
- Wieland Förster
- Else Gabriel
- Sighard Gille
- Hermann Glöckner
- Peter Graf
- Hans-Hendrik Grimmling
- Hans Grundig
- Sabina Grzimek
- Ulrich Hachulla
- Klaus Hähner-Springmühl
- Angela Hampel
- Rolf Händler
- Frieder Heinze
- Helmut Heinze
- Bernhard Heisig
- Bert Heller
- Peter Herrmann
- Sabine Herrmann
- Günther Hornig
- Joachim Jansong
- Irene Kiele
- Erich Kissing
- Siegfried Klotz
- Otto Knöpfer
- Gerda Lepke
- Walter Libuda
- Eberhard Löbel
- Frank Maasdorf
- Peter Makolies
- Otto Manigk
- Wolfgang Mattheuer
- Harald Metzkes
- Paul Michaelis
- Gertraud Möhwald
- Otto Möhwald
- Michael Morgner
- Jenny Mucchi-Wiegmann
- Rudolf Nehmer
- Ronald Paris[5]
- A. R. Penck
- Wolfgang Peuker
- Stefan Plenkers
- Karl Raetsch
- Robert Rehfeldt
- Evelyn Richter
- Arno Rink
- Theodor Rosenhauer[6]
- Jürgen Schieferdecker
- Cornelia Schleime
- Baldur Schönfelder
- Eva Schulze-Knabe
- Willi Sitte
- Volker Stelzmann
- Werner Stötzer
- Erika Stürmer-Alex
- Werner Tübke
- Elisabeth Voigt
- Andreas Wachter
- Norbert Wagenbrett
- Dieter M. Weidenbach
- Trak Wendisch
- Karlheinz Wenzel
- Christoph Wetzel
- Karin Wieckhorst
- Karla Woisnitza
- Willy Wolff
- Ruth Wolf-Rehfeldt
- Heinz Zander
- Thomas Ziegler
- Künstlergruppe Clara Mosch (Carlfriedrich Claus, Michael Morgner, Thomas Ranft, Dagmar Ranft-Schinke, Gregor-Torsten Schade)
- Künstlergruppe Lücke (Harald Gallasch, Wolfgang Opitz, A. R. Penck, Steffen Terk)[7]

Die Ausstellung war in neun Themenräume gegliedert:
- 1. Malerbilder. Der Künstler und seine Rollen umfasste 13 Werke von Theo Balden, Fritz Cremer, Sabina Grzimek, Hans Grundig, Helmut Heinze, Bert Heller, Otto Manigk, Paul Michaelis, Rudolf Nehmer, Arno Rink, Eva Schulze-Knabe, Willi Sitte und Norbert Wagenbrett mit Selbstbildnissen oder Darstellungen anderer Künstler.
- 2. Spiegelungen. Freie Zugänge zum Selbst versammelte 16 Arbeiten von Gerhard Altenbourg, Hartwig Ebersbach, Frieder Heinze, Joachim Jansong, Irene Kiele, Gerda Lepke, Eberhard Löbel, A. R. Penck, Evelyn Richter, Erika Stürmer-Alex, Elisabeth Voigt, Willy Wolff und Thomas Ziegler, die ausschließlich subjektive Selbstporträts der Künstler enthielten.
- 3. Gemeinschaftsbilder. Gruppen und Kollektive beinhaltete 10 Kunstwerke von Harry Blume, Lutz Dammbeck, Sighard Gille, Peter Herrmann, Erich Kissing, Otto Knöpfer, der Künstlergruppe Lücke-TPT, Harald Metzkes und Karl Raetsch.
- 4. Formexperimente. Abstraktion und Autonomie zeigte 13 Arbeiten von Karl-Heinz Adler, der Künstlergruppe Clara Mosch, Hermann Glöckner, Günther Hornig und Ruth Wolf-Rehfeldt.
- 5. Erbansprüche. Vorbild und Verweis umfasste 9 Werke von Gudrun Brüne, Peter Graf, Evelyn Richter, Jürgen Schieferdecker, Willi Sitte, Strawalde (Jürgen Böttcher), Werner Tübke, Dieter M. Weidenbach und Christoph Wetzel.
- 6. Schaffensorte. Das Atelier als Bühne und Schutzraum versammelte 16 Kunstwerke von Kurt Bunge, Jutta Damme, Klaus Hähner-Springmühl, Rolf Händler, Bernhard Heisig, Wolfgang Mattheuer, Harald Metzkes, Otto Möhwald, Stefan Plenkers, Wolfgang Peuker, Arno Rink, Volker Stelzmann, Karlheinz Wenzel und Karin Wieckhorst.
- 7. Glaubensfragen. Bezüge zum Christentum beinhaltete 5 Arbeiten von Hartwig Ebersbach, Arno Rink, Werner Tübke, Michael Morgner und Andreas Wachter.
- 8. Störbilder. Auf- und Ausbrüche umfasste 11 Werke Micha Brendel, Kurt Buchwald, Günter Firit, Else Gabriel, Hans-Hendrik Grimmling, Angela Hampel, Siegfried Klotz, Walter Libuda, Robert Rehfeldt und Cornelia Schleime.
- 9. Maskenspiele. Verkleidung und Verhüllung versammelte 25 Arbeiten von Heinrich Apel, Walter Arnold, Theo Balden, Lutz Dammbeck, Wieland Förster, Ulrich Hachulla, Klaus Hähner-Springmühl, Bernhard Heisig, Sabine Herrmann, Frank Maasdorf, Peter Makolies, Wolfgang Mattheuer, Harald Metzkes, Gertraud Möhwald, Jenny Mucchi-Wiegmann, Theodor Rosenhauer, Baldur Schönfelder, Werner Stötzer, Werner Tübke, Trak Wendisch, Karla Woisnitza, Willy Wolff und Heinz Zander.

In einem weiteren Raum wurden Skulpturen gezeigt. Es waren auch die 16 großformatigen Werke aus der Palast-Galerie des Palasts der Republik zu sehen, die die Ausstellung ergänzten.
Neben zehn Werken aus der Sammlung Hasso Plattner zur Kunst in der DDR des Museumsstifters Hasso Plattner zeigte die Ausstellung Leihgaben aus Privatsammlungen und Werke aus Museumssammlungen. Zu den Leihgebern gehörten unter anderem das Lindenau-Museum Altenburg, das Kunstarchiv Beeskow, die Nationalgalerie Berlin, das Brandenburgische Landesmuseum für moderne Kunst, Gerd Harry Lybke (Galerie EIGEN + ART Leipzig/Berlin), die Galerie Michael Schultz in Berlin, die Stiftung Stadtmuseum Berlin, die Kunstsammlungen Chemnitz, die Staatlichen Kunstsammlungen Dresden, das Angermuseum in Erfurt, das Museum der bildenden Künste Leipzig, das Kunstmuseum Moritzburg, das Neue Museum Nürnberg, das Potsdam Museum, die Kunsthalle Rostock, das Staatliche Museum Schwerin, das Museum Moderner Kunst Stiftung Ludwig Wien sowie Privatpersonen, die Künstler selbst oder deren Nachlässe.

## Ausstellungskatalog
Zur Ausstellung erschien 2017 im Prestel Verlag ein von Ortrud Westheider und Michael Philipp herausgegebener Katalog. Zu den Bildern aus dem Palast der Republik kam begleitend zur Ausstellung die Publikation Dürfen Kommunisten träumen?: Die Galerie im Palast der Republik von Michael Philipp heraus.
Neben einem Vorwort von Ortrud Westheider enthält der Katalog eine Reihe von Essays zur Kunst in der DDR. Sie fassen die Vorträge von Kunsthistorikerinnen und -historikern aus dem im Vorfeld der Ausstellung abgehaltenen öffentlichen Symposium vom 24. April 2017 zusammen. Michael Philipp verfasste Individualität und Geschichtlichkeit. Künstler in der DDR, Valerie Hortolani schrieb Selbstportrait und Alter Ego. Zur Inszenierung des Künstlers in der DDR, von Petra Lange-Berndt stammt Kunstproduktion im Plural. Kollektive und Kollektivität in der DDR, Carolin Quermann verfasste Adaption und (An-)Verwandlung. Der Blick auf ältere Meister von Künstlerinnen und Künstlern in der DDR und Martin Schieder schrieb Drinnen, Draußen und Ich. Zum Künstleratelier in der DDR. Valerie Hortolani verfasste die Biographien der ausgestellten Künstlerinnen und Künstler und Michael Philipp einen Überblick über die Kunstpolitik in der DDR zwischen 1945 und 1989. Die erläuternden Begleittexte zu den einzelnen Themenfeldern stammten von Anja Tack (Kap. 1), Angelika Weißbach (Kap. 2), Valerie Hortolani (Kap. 3), Susanne Altmann (Kap. 4, 8, 9), Michael Philipp (Kap. 5) und Astrid Nielsen (Kap. 6, 7).

## Medienresonanz und Einordnung
Gastkuratorin Valerie Hortolani erklärte, mit „der Konzentration auf die Künstler wolle man einen neuen Blick auf die DDR-Kunst werfen, […] Es gab schon einige Ausstellungen zur DDR-Kunst, aber meist mit dem politischen Blick.“ Mit der Ausstellung wolle man nun den kunsthistorischen Aspekt vertiefen. Ausgangspunkt seien zehn der insgesamt 80 Werke aus Plattners Sammlung gewesen.
Andreas Kühne schrieb in der Süddeutschen Zeitung, die Kuratoren „versuchen, sich vom politischen Blick auf die Kunst des deutschen Ostens in der Zeit von 1949 bis 1989 zu lösen und statt dessen die Kunst und die Künstler um ihrer selbst willen zu betrachten.“ Es werde „deutlich, wie vielfältig, widersprüchlich, tragisch und manchmal grotesk das Spektrum der Kunst ist, die auf dem Boden der DDR entstand“. Das Besondere der Ausstellung sei, dass die Werke nicht zu Objekten der historischen Forschung degradiert und reduziert, sondern als Kunstwerke ernst genommen würden.
Michael Nungesser führte in seinem Beitrag im Kunstforum International aus, dass in der Ausstellung „der Blick des Künstlers auf sich selbst im Zentrum“ stehe, „vorgeführt in zehn Themenbereichen unter Einbeziehung von Werken aus vierzig Jahren. […] Herausragend auch der Raum „Gemeinschaftsbilder. Gruppen und Kollektive“, da hier nicht gewünschte sozialistische Kollektive gefeiert, sondern komplexe Künstlerbeziehungen sinnbildlich zelebriert werden.“
Kurator Michael Philipp erläuterte, die „Ausstellung der Werke aus dem Palast der Republik seien nicht Teil der eigentlichen Ausstellung, sondern würden als Dokumentation einer staatspolitischen Inszenierung zur Repräsentation gezeigt […] Vor dem Hintergrund der staatlichen Repräsentationskunst werde umso deutlicher, wie reich das Kunstleben in der DDR gewesen sei, das sich jenseits davon entfaltete“.
Die Kulturwissenschaftlerin Gerlinde Förster bemängelte, dass, auch wenn die „Qualität, der im Museum Barberini präsentierten Werke von Willi Sitte, Wolfgang Mattheuer, Bernard Heisig, Werner Tübke und vielen anderen […] über jeden Zweifel erhaben“ sei, sie „doch der kunstfernen Einteilung in »staatsnah« und »oppositionell« […] nach 1990 nicht entgangen“ seien. Weiterhin bescheinigte sie der Ausstellung „Begleittexte, die als »naiv und dümmlich« einzuordnen sind.“

## Werke in der Ausstellung
| Kat.–Nr.                                            | Künstler | Titel | Entstehung   | Technik                                                                        | Format/cm                                                      | Sammlung, Ort, Leihgeber                                                                         |
| --------------------------------------------------- | --- | --- | ------------ | ------------------------------------------------------------------------------ | -------------------------------------------------------------- | ------------------------------------------------------------------------------------------------ |
| Malerbilder. Der Künstler und seine Rollen          | | |              |                                                                                |                                                                |                                                                                                  |
| 1                                                   | Hans Grundig                                                                                                  | Selbstbildnis                                                                                              | 1946         | Öl auf Leinwand                                                                | 126 × 86,2                                                     | Staatliche Museen zu Berlin, Nationalgalerie                                                     |
| 2                                                   | Rudolf Nehmer                                                                                                 | Bildnis des Malers Fritz Tröger                                                                            | 1957         | Öl auf Hartfaser                                                               | 00,2 × 75                                                      | Lindenau-Museum Altenburg                                                                        |
| 3                                                   | Eva Schulze-Knabe                                                                                             | Selbstbildnis                                                                                              | 1957         | Öl auf Leinwand                                                                | 65 × 55,5                                                      | Albertinum / Galerie Neue Meister, Staatliche Kunstsammlungen Dresden                            |
| 4                                                   | Bert Heller                                                                                                   | Bildnis Prof. Otto Nagel                                                                                   | 1959         | Öl auf Hartfaser                                                               | 130 × 80,5                                                     | Stiftung Stadtmuseum Berlin                                                                      |
| 5                                                   | Otto Manigk                                                                                                   | Selbstbildnis mit gelbem Pinsel                                                                            | 1962         | Öl auf Pappe                                                                   | 70,5 × 50,5                                                    | Kunsthalle Rostock                                                                               |
| 6                                                   | Paul Michaelis                                                                                                | Selbstbildnis/Self-Portrait                                                                                | 1984         | Öl auf Hartfaser                                                               | 82 × 65                                                        | Albertinum / Galerie Neue Meister, Staatliche Kunstsammlungen Dresden                            |
| 7                                                   | Norbert Wagenbrett                                                                                            | Selbstportrait mit Arbeiter                                                                                | 1983         | Öl auf Leinwand                                                                | 140 × 100                                                      | Brandenburgisches Landesmuseum für moderne Kunst                                                 |
| 8                                                   | Arno Rink | Selbst in Russland                                                                                         | 1969         | Öl auf Hartfaser                                                               | 75,3 × 40,8                                                    | Sammlung im Willy-Brandt-Haus, Berlin                                                            |
| 9                                                   | Willi Sitte                                                                                                   | Selbst mit Tube und Schutzhelm                                                                             | 1984         | Öl und Farbtube auf Hartfaser                                                  | 125 × 67,5                                                     | Museum Barberini                                                                                 |
| 10                                                  | Fritz Cremer                                                                                                  | Portrait Otto Manigk                                                                                       | 1965         | Bronze                                                                         | 40 × 30 × 30                                                   | Nachlass Fritz Cremer                                                                            |
| 11                                                  | Sabina Grzimek                                                                                                | Selbstbildnis                                                                                              | 1973/74      | Bronze                                                                         | 41,5 × 30 × 33                                                 | Staatliche Museen zu Berlin, Nationalgalerie                                                     |
| 12                                                  | Theo Balden                                                                                                   | Fritz Cremer                                                                                               | 1965/66      | Bronze                                                                         | 26 × 22,5 × 25                                                 | Staatliches Museum Schwerin/Ludwigslust/Güstrow                                                  |
| 13                                                  | Helmut Heinze                                                                                                 | Bernhard Kretzschmar                                                                                       | 1972/73      | Bronze                                                                         | 49,6 × 14 × 14                                                 | Albertinum / Skulpturensammlung, Staatliche Kunstsammlungen Dresden                              |
| Spiegelungen. Freie Zugänge zum Selbst              | | |              |                                                                                |                                                                |                                                                                                  |
| 14                                                  | Gerhard Altenbourg                                                                                            | Selbst | 1947         | Kreide und Aquarell auf Karton                                                 | 69,1 × 51,2                                                    | Privatsammlung                                                                                   |
| 15                                                  | Gerhard Altenbourg                                                                                            | Versunken im Ich-Gestein                                                                                   | 1966         | Chinesische Tusche, Aquarell, Rötel, Bister und Pastell auf Karton             | 60,2 × 42,7                                                    | Privatsammlung                                                                                   |
| 16                                                  | Elisabeth Voigt                                                                                               | Verlorene Illusion                                                                                         | um 1945      | Öl auf Leinwand                                                                | 92 × 76                                                        | Lindenau-Museum Altenburg                                                                        |
| 17                                                  | Evelyn Richter                                                                                                | Selbstinszenierung. TU Dresden                                                                             | 1952         | Schwarz-Weiß-Photographie                                                      | 60,8 × 49                                                      | Evelyn Richter Archiv der Ostdeutschen Sparkassenstiftung im Museum der bildenden Künste Leipzig |
| 18                                                  | Erika Stürmer-Alex                                                                                            | Selbstporträt                                                                                              | 1981         | Latexfarbe auf Stoff                                                           | 150 × 122                                                      | Besitz der Künstlerin                                                                            |
| 19                                                  | Gerda Lepke                                                                                                   | Selbstbildnis                                                                                              | 1977         | Öl auf Leinwand                                                                | 90 × 66                                                        | Besitz der Künstlerin                                                                            |
| 20                                                  | A. R. Penck                                                                                                   | Ich | 1970         | Öl auf Leinwand                                                                | 94 × 197                                                       | Neues Museum Nürnberg                                                                            |
| 21                                                  | Willy Wolff                                                                                                   | Selbstbildnis                                                                                              | 1970         | Öl auf Hartfaser                                                               | 95,5 × 118                                                     | Albertinum / Galerie Neue Meister, Staatliche Kunstsammlungen Dresden                            |
| 22                                                  | Eberhard Löbel                                                                                                | Stillleben mit Selbstbildnis                                                                               | 1971         | Öl auf Hartfaser                                                               | 60 × 50                                                        | Brandenburgisches Landesmuseum für moderne Kunst                                                 |
| 23                                                  | Irene Kiele                                                                                                   | Selbstbildnis in Leipziger Häusern                                                                         | 1977/78      | Öl auf Hartfaser                                                               | 75,8 × 55,7                                                    | Museum der bildenden Künste Leipzig                                                              |
| 24                                                  | Frieder Heinze                                                                                                | Selbstverständnis                                                                                          | 1979         | Öl auf Acryl auf Hartfaser                                                     | 156 × 170                                                      | Museum der bildenden Künste Leipzig                                                              |
| 25                                                  | Joachim Jansong                                                                                               | Selbst, noch in Leipzig                                                                                    | 1985         | Farbsiebdruck und Radierung                                                    | 43,2 × 30,6                                                    | Museum der bildenden Künste Leipzig                                                              |
| 26                                                  | Joachim Jansong                                                                                               | Der goldene Schnitt                                                                                        | 1982         | Collage                                                                        | 77,9 × 48,8                                                    | Museum der bildenden Künste Leipzig                                                              |
| 27                                                  | Hartwig Ebersbach                                                                                             | Selbstbildnis mit Selbstbildnis                                                                            | 1984         | Öl auf Hartfaser                                                               | Tafel 1: 170 × 125, Tafel 2: 79 × 125                          | Lindenau-Museum Altenburg                                                                        |
| 28                                                  | Hartwig Ebersbach                                                                                             | Selbstbildnis unterm Strich                                                                                | 1982         | Öl auf Leinwand                                                                | 110 × 126                                                      | Museum Barberini                                                                                 |
| 29                                                  | Thomas Ziegler                                                                                                | Tagebuch                                                                                                   | 1983         | Öl auf Hartfaser                                                               | 137 × 165                                                      | Kunstarchiv Beeskow                                                                              |
| Gemeinschaftsbilder. Gruppen und Kollektive         | | |              |                                                                                |                                                                |                                                                                                  |
| 30                                                  | Harald Metzkes                                                                                                | Die Freunde                                                                                                | 1957         | Öl auf Leinwand                                                                | 120 × 243                                                      | Privatsammlung, Hamburg                                                                          |
| 31                                                  | Harry Blume                                                                                                   | Gruppenbild Leipziger Künstler                                                                             | 1961         | Öl auf Hartfaser                                                               | 90 × 125,5                                                     | Museum der bildenden Künste Leipzig                                                              |
| 32                                                  | Otto Knöpfer                                                                                                  | Mein Malzirkel                                                                                             | 1964         | Öl auf Leinwand                                                                | 130 × 180,8                                                    | Angermuseum, Erfurt                                                                              |
| 33                                                  | Harald Metzkes                                                                                                | Der Parnass                                                                                                | 1965         | Öl auf Leinwand                                                                | 150 × 180                                                      | Besitz des Künstlers                                                                             |
| 34                                                  | Erich Kissing                                                                                                 | Leipziger am Meer                                                                                          | 1976–1979    | Mischtechnik auf Hartfaser                                                     | 122,4 × 172,3                                                  | Museum der bildenden Künste Leipzig                                                              |
| 35                                                  | Karl Raetsch                                                                                                  | Potsdamer Maler                                                                                            | 1976–1980    | Öl auf Jute                                                                    | 114 × 163                                                      | Potsdam Museum                                                                                   |
| 36                                                  | Peter Herrmann                                                                                                | Meine Freunde                                                                                              | 1976         | Öl auf Leinwand                                                                | 111 × 130                                                      | Brandenburgisches Landesmuseum für moderne Kunst                                                 |
| 37                                                  | Sighard Gille                                                                                                 | Fete in Leipzig II                                                                                         | 1989         | Öl auf Hartfaser                                                               | 170 × 245                                                      | Privatsammlung, Frankfurt am Main                                                                |
| 38                                                  | Lücke-TPT (Harald Gallasch, Wolfgang Opitz, A. R. Penck, Steffen Kuhnert (Terk))                              | Grau zu Blau                                                                                               | 1973         | Acryl auf Baumwolle                                                            | 150,5 × 149,5                                                  | Sammlung Liebelt, Hamburg                                                                        |
| 39                                                  | Lutz Dammbeck                                                                                                 | Poster zur Eröffnung der Galerie Clara Mosch                                                               | 1977         | Offsetlithographie                                                             | 80 × 56                                                        | Privatsammlung, Galerie Barthel + Tetzner, Berlin                                                |
| Formexperimente. Abstraktion und Autonomie          | | |              |                                                                                |                                                                |                                                                                                  |
| 40                                                  | Clara Mosch (Carlfriedrich Claus, Michael Morgner, Thomas Ranft, Dagmar Ranft-Schinke, Gregor-Torsten Schade) | Mappe 4: Graphik in fünf Stufen - Metamorphosen der Fünftracht                                             | 1982         | Mappe mit 5 Radierungen, 1 Textblatt in Siebdruck/Portfolio                    | je 23 × 23                                                     | Privatsammlung, Galerie Barthel + Tetzner, Berlin                                                |
| 41                                                  | Hermann Glöckner                                                                                              | Gefalteter Streifen in Blau über waagerechten Streifen in Rot                                              | 1956         | Collage, Seidenpapier, Leim und Lack auf Pappe                                 | 29 × 41,8                                                      | Privatsammlung, Galerie Barthel + Tetzner, Berlin                                                |
| 42                                                  | Hermann Glöckner                                                                                              | Ohne Titel (Profil mit hellblauem Kopfschmuck)                                                             | 1956         | Collage und Zeichnung                                                          | 35 × 24,5                                                      | Sammlung Liebelt, Hamburg                                                                        |
| 43                                                  | Hermann Glöckner                                                                                              | Sägezahnschnitte und Vogelschwingen über vier Gewebeflecken                                                | 1956         | Collage, Zeitungspapier, Pressspankarton, Leinwand, Tempera und Lack auf Pappe | 49,8 × 35,2                                                    | Privatsammlung, Galerie Barthel + Tetzner, Berlin                                                |
| 44                                                  | Hermann Glöckner                                                                                              | Sächsische Volkszeitung                                                                                    | 1946–53      | Collage und Tempera                                                            | 27,8 × 42,5                                                    | Privatsammlung, Galerie Barthel und Tezner Berlin                                                |
| 45                                                  | Hermann Glöckner                                                                                              | Ohne Titel (Diagonale Bahn zwischen Altrosa und Grün)                                                      | 1965         | Monotypie auf Papier                                                           | 36,2 × 52                                                      | Privatsammlung, Berlin                                                                           |
| 46                                                  | Hermann Glöckner                                                                                              | Ohne Titel (Keil nach links in Schwarz und Grau)                                                           | 1969         | Tempera über Faltung auf Papier                                                | 50,4 × 35,3                                                    | Privatsammlung                                                                                   |
| 47                                                  | Karl-Heinz Adler                                                                                              | Aus der Serie Serielle Lineaturen (Zwei Zentren)                                                           | 1986         | Graphit auf Karton                                                             | 71 × 71                                                        | Galerie EIGEN + ART Leipzig/Berlin                                                               |
| 48                                                  | Karl-Heinz Adler                                                                                              | Schichtung mit Viertelkreisen                                                                              | 1959/1960    | Collage, Ingrespapier und Graphit auf Karton                                   | 76 × 76                                                        | Galerie EIGEN + ART Leipzig/Berlin                                                               |
| 49                                                  | Günther Hornig                                                                                                | Ohne Titel                                                                                                 | 1986         | Pappe, Dispersionsfarbe und Leim auf holzverstärktem Karton                    | 75,2 × 75,5 × 6                                                | Johannes Zielke, LÄKEMÄKER Berlin                                                                |
| 50                                                  | Günther Hornig                                                                                                | Strukturierte Vertikale Rot-Gelb-Blau                                                                      | 1988         | Pappe, Dispersionsfarbe und Leim auf Spanplatte                                | 168 × 43,2 × 22,7                                              | Johannes Zielke, LÄKEMÄKER Berlin                                                                |
| 51                                                  | Ruth Wolf-Rehfeldt                                                                                            | Werkstatt/Komposition                                                                                      | 1978         | Kohledurchschlag von Schreibmaschinenschrift auf Papier                        | 29,5 x 21                                                      | ChertLüdde, Berlin                                                                               |
| 52                                                  | Ruth Wolf-Rehfeldt                                                                                            | Aus der Werkserie der Typewritings: Signal                                                                 | 1970er Jahre | Schreibmaschinenschrift auf Papier                                             | je 15 x 10,5                                                   | ChertLüdde, Berlin                                                                               |
| Erbansprüche. Vorbild und Verweis                   | | |              |                                                                                |                                                                |                                                                                                  |
| 53                                                  | Strawalde (Jürgen Böttcher)                                                                                   | Nach Giorgione                                                                                             | 1954         | Öl auf Leinwand                                                                | 121 × 141                                                      | Besitz des Künstlers                                                                             |
| 54                                                  | Peter Graf | Selbstbildnis mit Papagei                                                                                  | 1971         | Öl auf Hartfaser                                                               | Durchmesser 51 cm                                              | Albertinum / Galerie Neue Meister, Staatliche Kunstsammlungen Dresden                            |
| 55                                                  | Willi Sitte                                                                                                   | Sich Stützende                                                                                             | 1957         | Öl auf Hartfaser                                                               | 55 × 45                                                        | Museum Barberini                                                                                 |
| 56                                                  | Werner Tübke                                                                                                  | Selbstbildnis in Samarkand                                                                                 | 1962         | Tempera und Öl auf Leinwand und Hartfaser                                      | 42 × 35,5                                                      | Staatliche Museen zu Berlin, Nationalgalerie                                                     |
| 57                                                  | Dieter M. Weidenbach                                                                                          | Unterwegs                                                                                                  | 1976         | Öl auf Hartfaser                                                               | 119,5 × 99                                                     | Albertinum / Galerie Neue Meister, Staatliche Kunstsammlungen Dresden                            |
| 58                                                  | Jürgen Schieferdecker                                                                                         | Das Lächeln der Mona Lisa oder Kann Hoffnung scheitern?                                                    | 1976/77      | Assemblage, Öl auf Hartfaser, Stoff, Rasiermesser, Reproduktion, Acryl, Holz   | 51 × 98,5 × 5                                                  | Brandenburgisches Landesmuseum für moderne Kunst                                                 |
| 59                                                  | Gudrun Brüne                                                                                                  | Selbst mit Vorbildern                                                                                      | 1982         | Öl auf Hartfaser                                                               | 100 × 130                                                      | Albertinum / Galerie Neue Meister, Staatliche Kunstsammlungen Dresden                            |
| 60                                                  | Christoph Wetzel                                                                                              | Die Wand mit den Dingen                                                                                    | 1989         | Öl auf Leinwand                                                                | 66 × 46                                                        | Harald Marx, Dresden                                                                             |
| 61                                                  | Evelyn Richter                                                                                                | Bildkabarett mit den Academixern, Universität Leipzig                                                      | 1976         | 3 Schwarz-Weiß-Photographien                                                   | 22,5 × 26,8                                                    | Evelyn Richter Archiv der Ostdeutschen Sparkassenstiftung im Museum der bildenden Künste Leipzig |
| Schaffensorte. Das Atelier als Bühne und Schutzraum | | |              |                                                                                |                                                                |                                                                                                  |
| 62                                                  | Karlheinz Wenzel                                                                                              | Mein Arbeitsplatz in der MTS Klebitz                                                                       | 1959         | Öl auf Hartfaser                                                               | 115 × 85                                                       | Kunstmuseum Moritzburg, Halle                                                                    |
| 63                                                  | Wolfgang Mattheuer                                                                                            | Das graue Fenster                                                                                          | 1969         | Öl auf Leinwand                                                                | 118 × 96                                                       | Museum Barberini                                                                                 |
| 64                                                  | Kurt Bunge | Großes Atelierbild                                                                                         | 1949         | Öl auf Hartfaser                                                               | 120 × 93                                                       | Privatsammlung                                                                                   |
| 65                                                  | Stefan Plenkers                                                                                               | Raumdurchblick                                                                                             | 1983         | Öl auf Leinwand                                                                | 120 × 110                                                      | Museum Barberini                                                                                 |
| 66                                                  | Arno Rink | Portrait Henry Schumann                                                                                    | 1968         | Öl auf Hartfaser                                                               | 63,5 × 74                                                      | Museum Barberini                                                                                 |
| 67                                                  | Harald Metzkes                                                                                                | Regentag im Atelier                                                                                        | 1987         | Öl auf Leinwand                                                                | 110 × 110                                                      | Museum Barberini                                                                                 |
| 68                                                  | Jutta Damme                                                                                                   | Im Atelier                                                                                                 | 1978         | Öl auf Leinwand                                                                | 68 × 79,5                                                      | Brandenburgisches Landesmuseum für moderne Kunst                                                 |
| 69                                                  | Otto Möhwald                                                                                                  | Durchblick zum Atelier                                                                                     | 1984         | Öl auf Leinwand                                                                | 120 × 100                                                      | Kunstmuseum Moritzburg, Halle                                                                    |
| 70                                                  | Bernhard Heisig                                                                                               | Das Atelier                                                                                                | 1979         | Öl auf Hartfaser                                                               | 150,5 × 241                                                    | Hessen Kassel Heritage, Neue Galerie Kassel                                                      |
| 71                                                  | 1985 Volker Stelzmann (cropped).png Volker Stelzmann                                                          | Werkstatt mit J.C., Da. P. und L.L.                                                                        | 1982         | Mischtechnik auf Hartfaser                                                     | 178,5 × 118,5                                                  | Kunstsammlung der Sparkasse Leipzig                                                              |
| 72                                                  | Wolfgang Peuker                                                                                               | Meine Tür                                                                                                  | 1973         | Öl auf Hartfaser                                                               | 49 × 34                                                        | Kunstmuseum Moritzburg, Halle                                                                    |
| 73                                                  | Klaus Hähner-Springmühl                                                                                       | Ohne Titel                                                                                                 | 1982         | 9 Photographien, auf Pappe geklebt                                             | insgesamt 73 × 55                                              | Galerie Barthel + Tetzner, Berlin                                                                |
| 74                                                  | Klaus Hähner-Springmühl                                                                                       | Ohne Titel                                                                                                 | 1987         | 8 Photographien, auf Pappe geklebt                                             | 73 × 51                                                        | Privatsammlung, Galerie Barthel + Tetzner, Berlin                                                |
| 75                                                  | Rolf Händler                                                                                                  | Maler | 1988         | Öl auf Leinwand                                                                | 180 × 200                                                      | Museum Barberini                                                                                 |
| 76.1                                                | Karin Wieckhorst                                                                                              | Aus der Serie: Begegnungen in Ateliers – Hartwig Ebersbach                                                 | 1986/87      | Schwarz-Weiß-Photographien, davon eine Übermalung des Künstlers                | dreiteilig, insgesamt 137 × 91                                 | Besitz der Künstlerin                                                                            |
| 76.2                                                | Karin Wieckhorst                                                                                              | Aus der Serie: Begegnungen in Ateliers – Christine Schlegel                                                | 1986/87      | 3 Schwarz-Weiß-Photographien, davon eine Übermalung der Künstlerin             | dreiteilig, insgesamt 137 × 91                                 | Besitz der Künstlerin                                                                            |
| Glaubensfragen. Bezüge zum Christentum              | | |              |                                                                                |                                                                |                                                                                                  |
| 77                                                  | Werner Tübke                                                                                                  | Selbstbildnis auf bulgarischer Ikone                                                                       | 1977         | Mischtechnik auf Holz                                                          | 36,9 × 29,3                                                    | Tübke Stiftung Leipzig                                                                           |
| 78                                                  | Hartwig Ebersbach                                                                                             | Brennender Mann                                                                                            | 1966         | Öl auf Sperrholz                                                               | 45 × 145                                                       | Museum Moderner Kunst Stiftung Ludwig Wien                                                       |
| 79                                                  | Arno Rink | Versuchung                                                                                                 | 1980         | Öl auf Leinwand auf Holz                                                       | 160 × 120,3                                                    | Albertinum / Galerie Neue Meister, Staatliche Kunstsammlungen Dresden                            |
| 80                                                  | Andreas Wachter                                                                                               | Pietà | 1987         | Mischtechnik auf Hartfaser                                                     | 115 × 105                                                      | Besitz des Künstlers                                                                             |
| 81                                                  | Michael Morgner                                                                                               | M. überschreitet den See bei Gallenthin                                                                    | 1983         | Siebdruck und Tuschlavage auf Pappe                                            | fünfteilig, je 88 × 68                                         | Galerie Barthel + Tetzner, Berlin                                                                |
| Störbilder. Auf- und Ausbrüche                      | | |              |                                                                                |                                                                |                                                                                                  |
| 82                                                  | Hans-Hendrik Grimmling                                                                                        | Die Umerziehung der Vögel                                                                                  | 1977         | Öl auf Hartfaser                                                               | 4-teilig, gesamt 203 × 411                                     | Kunstsammlung Jutta und Manfred Heinrich, Maulbronn                                              |
| 83                                                  | Siegfried Klotz                                                                                               | Selbstbildnis mit Puppen (Menschensucher)                                                                  | 1980–1982,   | Öl auf Hartfaser                                                               | 168 × 180                                                      | Brandenburgisches Landesmuseum für moderne Kunst                                                 |
| 84                                                  | Walter Libuda                                                                                                 | Die Auswanderer                                                                                            | 1984/85      | Öl auf Hartfaser                                                               | 145 × 121                                                      | Museum Barberini                                                                                 |
| 85                                                  | Else Gabriel                                                                                                  | Der Daumen der Strafe                                                                                      | 1986         | Schwarz-Weiß-Photographie                                                      | 30,4 × 24                                                      | Staatliche Kunstsammlungen Dresden, Förderankauf des Freistaats Sachsen                          |
| 86                                                  | Micha Brendel                                                                                                 | Lustschutz                                                                                                 | 1982–1988    | Schwarz-Weiß-Photographie                                                      | 4 von 6 Teilen, je 79,5 × 54,5                                 | Staatliche Kunstsammlungen Dresden, Förderankauf des Freistaats Sachsen                          |
| 87                                                  | Angela Hampel                                                                                                 | Selbst mit Flügeln                                                                                         | 1987/88      | Mischtechnik auf Kapok                                                         | 126 × 84                                                       | Besitz der Künstlerin                                                                            |
| 88                                                  | Günter Firit                                                                                                  | Selbstzerstörung                                                                                           | 1987         | Öl auf Hartfaser                                                               | 150 × 170                                                      | Nachlass Günter Firit                                                                            |
| 89                                                  | Cornelia Schleime                                                                                             | Ich halte doch nicht die Luft an, Selbstinszenierung in Hüpstedt                                           | 1982         | 3 Schwarz-Weiß-Photographien                                                   | je 100 × 100                                                   | Galerie Michael Schultz, Berlin                                                                  |
| 90                                                  | Kurt Buchwald                                                                                                 | Stehplätze – Störplätze                                                                                    | 1984         | Tafel mit 15 Photographien und Text                                            | 43,5 × 58,4                                                    | Brandenburgisches Landesmuseum für moderne Kunst                                                 |
| 91                                                  | Robert Rehfeldt                                                                                               | Aus der Werkserie von 9 Polaroid-Photos in unterschiedlichen Uniformen                                     | 1980er Jahre | Polaroids                                                                      | je 10,8 × 8,9                                                  | Nachlass Robert Rehfeldt                                                                         |
| 92                                                  | Robert Rehfeldt                                                                                               | Aus der Werkserie 10 Mail-Art-Postkarten (Deine Idee hilft meiner Idee, unsere Ideen helfen anderen Ideen) | 1980er Jahre | Postkarte                                                                      | je 10,5 × 14,8                                                 | Nachlass Robert Rehfeldt                                                                         |
| Maskenspiele. Verkleidung und Verhüllung            | | |              |                                                                                |                                                                |                                                                                                  |
| 93                                                  | Theodor Rosenhauer                                                                                            | Maskiertes Selbstbildnis                                                                                   | 1953         | Öl auf Leinwand                                                                | 50 × 41                                                        | Privatsammlung, Bilderhaus Krämerbrücke, Erfurt                                                  |
| 94                                                  | Bernhard Heisig                                                                                               | Selbst als Puppenspieler                                                                                   | 1982         | Öl auf Leinwand                                                                | 100 × 81                                                       | Kunstsammlungen Chemnitz                                                                         |
| 95                                                  | Wolfgang Mattheuer                                                                                            | Das zweite Gesicht                                                                                         | 1970         | Öl auf Sperrholz                                                               | 40 × 50                                                        | ACT Art Collection, Berlin                                                                       |
| 96                                                  | Harald Metzkes                                                                                                | Januskopf                                                                                                  | 1977         | Öl auf Leinwand                                                                | 130 × 114                                                      | Kunstsammlung der Berliner Volksbank                                                             |
| 97                                                  | Ulrich Hachulla                                                                                               | Karneval (Diptychon)                                                                                       | 1984/85      | Mischtechnik auf Holz                                                          | zweiteilig, gesamt 197 × 246 rechts 197 × 123, links 197 × 123 | Museum Barberini                                                                                 |
| 98                                                  | Werner Tübke                                                                                                  | Familienbildnis in sizilianischen Marionettenrüstungen                                                     | 1977         | Mischtechnik auf Leinwand auf Pressspanplatte                                  | 33,9 × 42                                                      | Tübke Stiftung Leipzig                                                                           |
| 99                                                  | Heinz Zander                                                                                                  | Selbst als Manierist mit Schlafmütze                                                                       | 1989         | Öl auf Hartfaser                                                               | 60 × 50                                                        | Kunstsammlung der Sparkasse Leipzig                                                              |
| 100                                                 | Trak Wendisch                                                                                                 | Seiltänzer                                                                                                 | 1984         | Öl auf Hartfaser                                                               | 70 × 129                                                       | Staatliche Museen zu Berlin, Nationalgalerie                                                     |
| 101                                                 | Karla Woisnitza                                                                                               | Face Painting Action, Dresden                                                                              | 1978/79      | Photocollage                                                                   | je 40 × 30                                                     | Besitz der Künstlerin                                                                            |
| 102                                                 | Sabine Herrmann                                                                                               | Der Artist ist tot                                                                                         | 1988         | Öl auf Hartfaser                                                               | 160 × 125                                                      | Sammlung Siegfried Seiz, Reutlingen                                                              |
| 103                                                 | Theo Balden                                                                                                   | Kopf mit Maske                                                                                             | 1964         | Terrakotta                                                                     | Höhe 35                                                        | Privatbesitz                                                                                     |
| 104                                                 | Wolfgang Mattheuer                                                                                            | Mann mit Maske (Gesichtzeigen)                                                                             | 1981         | Bronze                                                                         | 220 × 82 × 77                                                  | Nationalgalerie                                                                                  |
| 105                                                 | Heinrich Apel                                                                                                 | Orpheus | 1977         | Holz, genagelt und bemalt                                                      | 143 × 55 × 23,5                                                | Albertinum / Skulpturensammlung, Staatliche Kunstsammlungen Dresden                              |
| 106                                                 | Walter Arnold                                                                                                 | Selbstbildnis (Maske)                                                                                      | 1972         | Terrakotta, gefärbt                                                            | 27 × 19 × 19,4                                                 | Albertinum / Skulpturensammlung, Staatliche Kunstsammlungen Dresden                              |
| 107                                                 | Lutz Dammbeck                                                                                                 | Poster zur Schließung der Galerie Clara Mosch                                                              | 1982         | Serigraphie                                                                    | 60 × 82                                                        | Privatsammlung, Galerie Barthel + Tetzner, Berlin                                                |
| 108                                                 | Wieland Förster                                                                                               | Kleines Martyrium (Entwurf für ein Mahmal)                                                                 | 1966         | Bronze                                                                         | 93,5 × 28 × 29                                                 | Albertinum / Skulpturensammlung, Staatliche Kunstsammlungen Dresden                              |
| 109                                                 | Klaus Hähner-Springmühl                                                                                       | Ohne Titel                                                                                                 | 1984         | Photographie und Tusche auf Papier                                             | 51 x 36,5                                                      | Galerie Barthel + Tetzner, Berlin                                                                |
| 110                                                 | Frank Maasdorf                                                                                                | Karyatide/Caryatid                                                                                         | 1986/87      | Sandstein                                                                      | 56,5 × 14,5 × 15                                               | Kunstmuseum Moritzburg, Halle                                                                    |
| 111                                                 | Peter Makolies                                                                                                | Wächter | 1983         | Keramik, engobiert                                                             | 57 × 21,5 × 21,5                                               | Kunstmuseum Moritzburg, Halle                                                                    |
| 112                                                 | Peter Makolies                                                                                                | Angst | 1985         | Bronze                                                                         | Höhe 8,2                                                       | Museum Barberini                                                                                 |
| 113                                                 | Gertraud Möhwald                                                                                              | Torso mit geneigtem Kopf                                                                                   | 1984         | Schamotteton, Scherben, Glasuren, Oxyde                                        | 65,5 × 29,5 × 21                                               | Kunstmuseum Moritzburg, Halle                                                                    |
| 114                                                 | Jenny Mucchi-Wiegmann                                                                                         | Orkan | 1965         | Bronze                                                                         | 39 × 15 × 8                                                    | Kunstmuseum Moritzburg, Halle                                                                    |
| 115                                                 | Baldur Schönfelder                                                                                            | Nike I | 1981         | Zinnlegierung                                                                  | 41,5 × 55,5 × 28,5                                             | Kunstmuseum Moritzburg, Halle                                                                    |
| 116                                                 | Werner Stötzer                                                                                                | Sitzende                                                                                                   | 1973/74      | Sandstein                                                                      | 60 × 35 × 26,5                                                 | Albertinum / Skulpturensammlung, Staatliche Kunstsammlungen Dresden                              |
| 117                                                 | Willy Wolff                                                                                                   | San Sebastian                                                                                              | 1967         | Relief aus Klaviertasten, freistehend                                          | 183 × 50,5                                                     | Lindenau-Museum Altenburg                                                                        |